# 王原 (永乐进士)
王原，一作王源，字启泽，福建龙岩人。明朝政治人物。

## 生平
永乐二年（1404年），王源中式甲辰科进士，任深泽知县、松江同知、潮州知府等。离任时，潮州民众立祠堂纪念。。

## 著作
著作有《偉菴集》《書傳補遺》《家禮易覽》及《異端辨》等。

## 延伸阅读
[在维基数据编辑]
 在维基文库阅读此作者作品
 《明史卷二百八十一》，出自《明史》
 《明史卷二百八十九》，出自《明史》